# Le Plaisir de chanter
Pour plus de détails, voir Fiche technique et Distribution.
Le Plaisir de chanter est un film français réalisé par Ilan Duran Cohen, sorti en 2008.

## Synopsis
Deux agents secrets français, Muriel et Philippe, sont chargés de retrouver une clé USB contenant des informations sur un trafic d’uranium. Sur l’ordre de leur chef de cellule, une femme hautaine, ils s’inscrivent au cours d’art lyrique que donne une chanteuse d’opéra dans son appartement parisien. Constance, la veuve du trafiquant, assiste également à ce cours et elle seule sait où la clé USB est cachée.
Muriel et Philippe ont une liaison, mais Philippe se lasse vite de cette partenaire qui s’inquiète constamment des signes de son vieillissement. Délaissée, Muriel s’intéresse de plus près à un condisciple au cours de chant, Julien, gigolo qui couche avec la belle-sœur de Constance (Noémie) ainsi qu’avec un homosexuel bear (Reza). Elle découvre que Noémie et Réza, qu’elle sait être un terroriste, sont de mèche.

## Fiche technique
- Titre : Le Plaisir de chanter
- Réalisation : Ilan Duran Cohen
- Scénario : Ilan Duran Cohen, Philippe Lasry et Noémie Lvovsky (non créditée)
- Photographie : Christophe Graillot
- Montage : Fabrice Rouaud
- Musique : Philippe Basque
- Producteurs : Anne-Cécile Berthomeau, Farès Ladjimi et Édouard Mauriat
- Production : Mille et Une Productions et Fugitive Productions
- Distribution : Pyramide Distribution
- Pays d'origine :  France
- Genre : Comédie et espionnage
- Durée : 99 minutes
- Dates de sortie : 
  - France : 26 novembre 2008

## Distribution
- Marina Foïs : Muriel
- Lorànt Deutsch : Philippe
- Jeanne Balibar : Constance Müller
- Eric Haldezos : l'agent iranien
- Julien Baumgartner : Julien
- Nathalie Richard : Noémie
- Caroline Ducey : Anna
- Guillaume Quatravaux : Joseph
- Évelyne Kirschenbaum : Ève
- Frédéric Karakozian : Reza
- Dominique Reymond : l’intermédiaire
- Antoine Gouy : Thomas
- Pierre Maillet : le réceptionniste
- Vernon Dobtcheff : le lecteur du bar
- Pierre Palmade : l’animateur radio
- Nicolas Pignon : le médecin
- Pierre Remund : Hans Müller